# Moravskoslezská fotbalová liga 2000/2001
V soubojích desátého ročníku Moravskoslezské fotbalové ligy 2000/01 se utkalo 16 týmů každý s každým dvoukolovým systémem podzim–jaro. Tento ročník začal v sobotu 29. července 2000 a skončil v sobotu 16. června 2001.
Do II. ligy postoupil vítěz, sestoupila poslední tři mužstva.

## Nové týmy v sezoně 2000/01
- Ze II. ligy 1999/00 sestoupila do MSFL mužstva FK VP Frýdek Místek a FC Tatran Poštorná.
- Z Divize D 1999/2000 postoupilo vítězné mužstvo FC SYNOT Slovácká Slavia Uherské Hradiště, po fúzi s FC SYNOT jako B-mužstvo nového klubu 1. FC SYNOT, z Divize E 1999/2000 postoupilo vítězné mužstvo FK Bystřice pod Hostýnem a TJ Nový Jičín (2. místo).

## Nejlepší střelec
Nejlepším střelcem sezony se stal útočník Kunovic Jan Obenrauch, který soupeřům nastřílel 16 branek.

## Konečná tabulka
| Poř. | Tým                       | Z  | V  | R  | P  | VG | OG | B  |
| ---- | ------------------------- | -- | -- | -- | -- | -- | -- | -- |
| 1.   | SK Sigma Olomouc „B“      | 30 | 22 | 3  | 5  | 72 | 29 | 69 |
| 2.   | FC Kunovice               | 30 | 19 | 5  | 6  | 59 | 26 | 62 |
| 3.   | FC Tatran Poštorná        | 30 | 17 | 4  | 9  | 48 | 33 | 55 |
| 4.   | FC VMG Kyjov              | 30 | 13 | 8  | 9  | 43 | 34 | 47 |
| 5.   | FC Stavo Artikel Brno „B“ | 30 | 12 | 8  | 10 | 45 | 36 | 44 |
| 6.   | FC MSA Dolní Benešov      | 30 | 11 | 10 | 9  | 43 | 42 | 43 |
| 7.   | FC Baník Ostrava „B“      | 30 | 11 | 10 | 9  | 45 | 34 | 43 |
| 8.   | FK Bystřice pod Hostýnem  | 30 | 11 | 10 | 9  | 50 | 43 | 43 |
| 9.   | TJ Biocel Vratimov        | 30 | 11 | 9  | 10 | 34 | 38 | 42 |
| 10.  | SK UNEX Uničov            | 30 | 12 | 5  | 13 | 42 | 58 | 41 |
| 11.  | FC Roubina Dolní Kounice  | 30 | 11 | 8  | 11 | 44 | 42 | 41 |
| 12.  | FK VP Frýdek-Místek       | 30 | 10 | 3  | 17 | 35 | 55 | 33 |
| 13.  | 1. FC Synot „B“           | 30 | 9  | 5  | 16 | 48 | 56 | 32 |
| 14.  | SK Hranice                | 30 | 7  | 7  | 16 | 37 | 53 | 28 |
| 15.  | TJ Nový Jičín             | 30 | 7  | 4  | 19 | 33 | 55 | 25 |
| 16.  | FC Elseremo Brumov        | 30 | 6  | 3  | 21 | 33 | 77 | 21 |

Poznámky:
- Z = Odehrané zápasy; V = Vítězství; R = Remízy; P = Prohry; VG = Vstřelené góly; OG = Obdržené góly; B = Body; (S) = Mužstvo sestoupivší z vyšší soutěže; (N) = Mužstvo postoupivší z nižší soutěže (nováček)
- O pořadí na 6. až 8. místě rozhodla minitabulka vzájemných zápasů.
- O pořadí na 10. a 11. místě rozhodla bilance vzájemných zápasů: Uničov – Dolní Kounice 2:2, Dolní Kounice – Uničov 1:2

Zkratky:
- FC = Football club; FK = Fotbalový klub; MSA = Moravsko-Slezské armatury; SK = Sportovní klub; TJ = Tělovýchovná jednota; UNEX = název sponzora klubu; VMG = Vetropack Moravia Glass (název sponzora klubu); VP = Válcovny plechu

|  | Postup do II. ligy 2001/02   |
|  | Sestup do Divize D 2001/2002 |
|  | Sestup do Divize E 2001/2002 |

## Výsledky
|                             | POS | FRM | DBE | KYJ | OVA | BRN | UNI | HRA | KUN   | VRA | DKO | OLO | BRU | BPH | SYN | NJI |
| --------------------------- | --- | --- | --- | --- | --- | --- | --- | --- | ----- | --- | --- | --- | --- | --- | --- | --- |
| FC Tatran Poštorná          | —   | 2:0 | 5:0 | 0:1 | 0:1 | 1:1 | 1:0 | 2:1 | 1:2   | 1:1 | 3:0 | 2:0 | 2:0 | 3:1 | 1:4 | 2:1 |
| FK VP Frýdek-Místek         | 0:2 | —   | 1:1 | 0:3 | 2:1 | 1:0 | 3:0 | 3:1 | 1:2   | 2:0 | 1:2 | 0:1 | 2:0 | 1:1 | 1:5 | 2:0 |
| FC MSA Dolní Benešov        | 2:0 | 4:1 | —   | 2:2 | 1:1 | 1:0 | 1:1 | 2:1 | 1:3   | 4:0 | 1:0 | 1:3 | 4:1 | 1:0 | 3:1 | 1:0 |
| FC VMG Kyjov                | 0:1 | 4:0 | 2:1 | —   | 1:0 | 1:1 | 1:2 | 2:0 | 1:1   | 1:0 | 2:0 | 1:4 | 4:1 | 2:2 | 1:3 | 0:0 |
| FC Baník Ostrava „B“        | 1:0 | 2:0 | 0:0 | 0:0 | —   | 2:2 | 3:1 | 3:3 | 0:2   | 1:1 | 3:1 | 1:2 | 2:1 | 2:2 | 1:2 | 2:0 |
| FC Stavo Artikel Brno „B“   | 1:1 | 2:0 | 2:2 | 0:1 | 1:3 | —   | 6:1 | 3:0 | 1:0   | 1:0 | 3:1 | 1:0 | 4:0 | 0:2 | 2:2 | 1:0 |
| SK Uničov                   | 2:3 | 3:1 | 2:0 | 1:1 | 3:1 | 2:1 | —   | 2:0 | 0:3   | 1:0 | 2:2 | 1:3 | 4:2 | 1:1 | 2:0 | 1:1 |
| SK Hranice                  | 0:2 | 3:0 | 3:0 | 3:2 | 0:5 | 1:0 | 4:1 | —   | 0:3   | 1:1 | 0:1 | 1:3 | 4:1 | 0:0 | 1:1 | 5:1 |
| FC Kunovice                 | 1:0 | 2:1 | 1:3 | 2:3 | 1:1 | 6:0 | 4:0 | 3:2 | —     | 1:1 | 1:0 | 0:2 | 2:0 | 1:0 | 2:0 | 3:1 |
| TJ Biocel Vratimov          | 1:1 | 3:1 | 1:1 | 1:1 | 1:1 | 3:1 | 2:3 | 1:0 | 1:0   | —   | 3:2 | 0:1 | 2:0 | 1:0 | 3:0 | 1:0 |
| FC Roubina Dolní Kounice    | 1:3 | 2:2 | 2:2 | 1:0 | 4:3 | 1:0 | 1:2 | 1:1 | 1:1   | 0:1 | —   | 3:2 | 5:1 | 1:1 | 1:0 | 6:1 |
| SK Sigma Olomouc „B“        | 3:0 | 1:2 | 3:0 | 5:2 | 2:1 | 0:0 | 3:0 | 2:0 | 1:0   | 7:0 | 0:2 | —   | 6:1 | 1:1 | 4:1 | 2:1 |
| FC Elseremo Brumov          | 0:2 | 2:0 | 2:1 | 1:0 | 0:1 | 1:4 | 3:1 | 2:2 | 2:2   | 2:1 | 1:1 | 1:3 | —   | 2:5 | 2:0 | 0:2 |
| FK Bystřice pod Hostýnem    | 4:5 | 1:2 | 2:2 | 2:1 | 0:0 | 1:1 | 3:1 | 1:0 | 0:3 k | 3:1 | 1:0 | 1:2 | 4:2 | —   | 5:3 | 4:0 |
| 1. FC Synot Staré Město „B“ | 0:2 | 3:1 | 1:1 | 0:2 | 0:3 | 2:3 | 0:2 | 5:0 | 1:3   | 0:0 | 1:2 | 4:4 | 2:0 | 1:2 | —   | 2:1 |
| TJ Nový Jičín               | 4:0 | 2:4 | 1:0 | 0:1 | 1:0 | 0:3 | 4:0 | 0:0 | 1:4   | 1:3 | 0:0 | 1:2 | 5:2 | 3:0 | 1:4 | —   |

## Soupisky mužstev

### SK Sigma Olomouc „B“
Tomáš Bureš (-/0),
Pavel Kamesch (-/0),
L. Veselský (-/0),
Jan Vojáček  (-/0) - 
Jiří Barbořík (-/0),
David Čep (-/3),
Tomáš Glos (-/3),
D. Gwizdovský (-/0),
Martin Hudec (-/0),
Václav Jordánek (-/0),
S. Kaspřík (-/3),
Václav Knop (-/3),
David Kobylík (-/3),
David Kotrys (-/0),
Radim König (-/0),
Jiří Krohmer (-/2),
Miroslav Laštůvka (-/5),
Aleš Látal (-/1),
David Macháček (-/4),
Tomáš Mazouch (-/0),
M. Novák (-/0),
David Rojka (-/15),
David Rozehnal (-/1),
Tomáš Řehák (-/0),
Michal Ševela (-/7),
Aleš Škerle (-/1),
Radek Špiláček (-/0),
Aleš Urbánek (-/1),
Tomáš Večeřa (-/5),
Roman Vejvoda (-/0),
L. Veselský (-/0),
Jiří Vít (-/1),
Martin Vyskočil (-/6),
Pavel Zbožínek (-/0),
Luděk Zdráhal (-/6) -
trenér Zdeněk Psotka

### SK Tatran Poštorná
David Galla (-/0),
Martin Michalovič (-/0),
Lubomír Padalík (-/0) –
J. Boguský (-/0),
M. Černý (-/0),
P. Darmovzal (-/0),
Roman Hanus (-/2),
Milan Holík (-/4),
Radek Hrdina (-/1),
M. Janíček (-/0),
Martin Kalvoda (-/10),
Luboš Knoflíček (-/13),
Jiří Kopunec (-/1),
M. Kouřílek (-/0),
Lukáš Kozubík (-/0),
K. Křivánek (-/0),
David Kříž (-/2),
M. Lepeška (-/2),
Jaroslav Marx (-/2),
M. Michalec (-/0),
P. Moučka (-/2),
K. Novotný (-/1),
Marián Palát (-/1),
J. Pekař (-/1),
K. Prachař (-/0),
J. Robotka (-/0),
I. Strhár (-/0),
J. Strhár (-/1),
Erik Szeif (-/4),
Vladimír Vítek (-/1),
Rostislav Vojáček (-/0),
M. Zůl (-/0) –
trenéři Dan Matuška, Miroslav Levinský a Radek Rabušic

### FC Stavo Artikel Brno „B“
Martin Doležal (-/0), 
D. Lazar  (-/0),
Radim Vlasák (-/0) –
Tomáš Abrahám (-/5),
Petr Bartes (-/0),
Petr Baštař (-/0),
Daniel Břežný (-/0),
Zdeněk Cihlář (-/1),
Libor Došek (-/1),
V. Fučík (-/0),
J. Havel (-/0),
Aleš Hošťálek (-/1),
Zdeněk Houšť (-/1),
J. Jaroš (-/0),
Lukáš Jiříkovský (-/1),
M. Klusáček (-/0),
Jiří Kopunec (-/2),
M. Kropáček (-/4),
Karel Kroupa (-/7),
Patrik Křap (-/1),
Jan Maroši (-/1),
T. Máša (-/0),
Pavel Mezlík (-/1),
Radek Mezlík (-/0),
Petr Musil (-/6),
Tomáš Návrat (-/3),
Jan Palinek (-/1),
Zdeněk Partyš (-/0),
M. Poredský (-/1),
V. Ráček (-/0),
Aleš Schuster (-/0),
Petr Schwarz (-/0),
... Singer (-/0),
J. Smékal (-/0),
V. Stehlík (-/0),
M. Stér (-/0),
L. Svat (-/5),
D. Šmehlík (-/0),
Pavel Šustr (-/1),
Martin  Vavřík (-/0),
J. Zich (-/0),
Martin Živný  (-/3) –
trenér Oldřich Janusicza

### FC Baník Ostrava „B“
Vít Baránek (-/0),
...Bumbál (-/0),
J. Jaskula (-/0),
Jan Laštůvka (-/0),
Lukáš Paleček (-/0) -
Aleš Besta (-/3),
Pavel Besta (-/0),
Petr Bílek (fotbalista) (-/5),
Aleš Broulík (-/6),
David Bystroň (-/3),
Robert Caha (-/0),
Vladimír Čáp (-/0),
Lukáš Češpiva (-/3),
Z. Duda (-/0),
Josef Dvorník (-/1),
M. Határ (-/0),
David Helísek (-/3),
Josef Hoffmann (-/0),
Zdeněk Hrňa (-/0),
T. Ineman (-/0),
F. Kadlčák (-/0),
Lubor Knapp (-/1),
... Kohút (-/1),
Lubomír Kubica (-/0),
M. Kučera (-/0),
Mario Lička (-/0),
P. Lidvin (-/0),
Miroslav Matušovič (-/3),
R. Mieres (-/0),
Milan Páleník (-/2),
Vladimír Skalba (-/0),
F. Smékal (-/0),
Martin Sviták (-/1),
Michal Šlachta (-/0),
Tomáš Šťástka (-/0),
Petr Švach (-/3),
R. Švec (-/3),
Radim Wozniak (-/0),
Jan Žižka (-/3),
Libor Žůrek (-/2) -
trenéři Rostislav Vojáček, Vladimír Skalba a Erich Cviertna

### 1. FC SYNOT „B“
David Křivánek (-/0),
Martin Macko (-/0),
Zbyněk Sedláček (-/0) –
M. Bednařík (-/0),
Ladislav Beníček (-/0),
Jiří Birhanzl (-/0),
Libor Bosák (-/2),
Milan Boušek (-/2),
... Brychta (-/0),
Pavel Buchta (-/0),
Petr Faldyna (-/1),
Josef Herodes (-/0),
Miroslav Hlahůlek (-/1),
Petr Chaloupka (-/0),
Pavel Chlachula (-/7),
Jan Kalenda (-/0),
Dalibor Koštuřík (-/6),
Radim Krupník (-/5),
R. Křemenek (-/0),
M. Lysoněk (-/0),
Jakub Macek (-/3),
Alexandr Machala (-/0),
Vladimír Malár (-/1),
Roman Mikulášek (-/0),
Jan Míl (-/1),
Robert Nekarda (-/5),
R. Obal (-/0),
M. Orlovský (-/0),
Daniel Racek (-/1),
Antonín Sedláček (-/0),
Tomáš Stýskal (-/0),
Jan Trousil (-/0),
Roman Veselý (-/0),
P. Vlček (-/0),
M. Vojtíšek (-/0),
Libor Zapletal (-/1) –
trenér Petr Vařecha